# 松島正昭
松島 正昭（まつしま まさあき、1958年2月23日 - ）は、日本の実業家、馬主。
長女の松島悠衣は一口馬主クラブ「インゼルレーシング」の代表、次男の松島鴻太は元ラグビー選手。

## 経歴
マツシマホールディングス（旧カミッグ・京都マツダ）の創業経営一族である。京都府出身で、同志社大学を卒業後、1985年に株式会社京都マツダに入社。1998年、代表取締役社長に就任。人材育成にも力を入れ、2007年度の関西経営品質賞ポテンシャル賞を受賞、2010年度関西経営品質賞奨励賞を受賞する。
2016年、武豊プロデュースによるトータルボディーコンディショニング施設、テイクフィジカルコンディショニングジムをオープンする。

## 馬主活動

キーファーズの勝負服

松島（個人名義）の勝負服

日本中央競馬会（JRA）や海外において馬主としても知られる。勝負服の柄は白、鼠元禄、袖鼠縦縞（海外では色が反転した鼠、白元禄、袖白縦縞）、冠名は特に用いない。日本国内では「株式会社キーファーズ」、海外では本名の名義で馬主登録をしている。
2015年にディープインパクトが父である仔馬グランダルシュを1億6000万円で購入。これ以降、親交のある武豊を鞍上に凱旋門賞を勝つことを目標として馬主活動を行っている。
競馬は自身が小学生の時、スピードシンボリが現役だった頃から観ていたという。成人すると仕事のため競馬から離れていた時期があったが、1991年のエリザベス女王杯の優勝騎手の賞品がマツシマホールディングスの提供車であり、松島の父がプレゼンターを務めたことで再び競馬と関わるようになった。その後、知人を通じて知り合った武豊に「そんなに馬券で負けるなら馬が買えますよ」と言われたことから馬主となった。

### 来歴
- 2018年 - 条件馬であったジェニアルがフランスのG3・メシドール賞を制し、重賞初制覇[11]。
- 2019年 - クールモア所有・エイダン・オブライエン厩舎所属のアイルランド馬ブルームを共同所有で購入し、凱旋門賞に出走する同馬の鞍上に武豊を指名した。しかし同馬の体調が整わず回避した。[12]
- 2020年 - クールモア所有・エイダン・オブライエン厩舎所属で3歳時にGIレースを2勝していたジャパンを共同所有で購入した[13]。
- 2021年 - 2月20日、キーファーズとしてYouTubeチャンネルを開設[14]。同年、共同所有馬のブルームがG2・ムーアズブリッジステークスを勝利[15]。クールモアとの共同所有馬として初の重賞勝利となった。更に、同馬のサンクルー大賞で初のG1勝利となった[16]。12月19日、キーファーズ所有馬のドウデュースが朝日杯フューチュリティステークスで勝利し、国内GIを初制覇。共同所有でない馬によるGI制覇も初であった[17]。
- 2022年 - 5月29日、ドウデュースが第89回東京優駿（日本ダービー）を制覇し、ダービーオーナーとなった[18]。

## 主な所有馬
- ジェニアル（2018年メシドール賞）
- マイラプソディ（2019年京都2歳ステークス）
- サヴァラン（2019年オマール賞）
- ジャパン（2021年オーモンドステークス、メルドステークス） - 共同所有
- ブルーム（2021年アレッジドステークス、ムーアズブリッジステークス、サンクルー大賞、2022年ハードウィックステークス、2023年ドバイゴールドカップ） - 共同所有
- ドウデュース（2021年朝日杯フューチュリティステークス、2022年東京優駿、2023年京都記念、有馬記念、2024年天皇賞（秋）、ジャパンカップ）[19]
- アルリファー（2022年ヴィンセントオブライエンステークス、2024年ベルリン大賞） - 共同所有